# Martin Pristl
Martin Pristl (* 22. August 1968 in Bamberg) ist ein deutscher Drehbuchautor.

## Leben
Der Journalist und Reisebuchautor Martin Pristl schreibt seit 1996 praktisch ausschließlich Drehbücher fürs Fernsehen. Sein  Zweiteiler Hindenburg (2011) (teamWorx für RTL), den er zusammen mit Johannes W. Betz  geschrieben hat, wurde 2011 mit dem Deutschen Fernsehpreis in der Kategorie „Bester Mehrteiler“ ausgezeichnet. Martin Pristl lebt in Bamberg und Griechenland.

## Filmografie (Auswahl)
- 1999–2002: Die Cleveren, mehrere Folgen
- 2002: Tatort – Flashback (Fernsehreihe)
- 2003: DIK – Jagd auf Virus X
- 2004: Das Konto
- 2005: Tatort – Ohne Beweise
- 2007: Deadline – Jede Sekunde zählt – Schlaflos
- 2008: Die Gerichtsmedizinerin, mehrere Folgen
- 2009: Krimi.de – Finderlohn
- 2011: Flemming (Fernsehserie, eine Folge)
- 2011: Hindenburg
- 2011: Reiff für die Insel – Neubeginn
- 2015: Tannbach – Schicksal eines Dorfes

## Bücher
- Land und Leute Griechenland, München 1994, ISBN 3-493-60533-1.
- Griechenland : 79 Stichwörter, 11 begleitende Texte, München 1994, ISBN 3-493-60533-1.
- Griechenland : ein Reisebuch in den Alltag, Reinbek 1995, ISBN 3-499-19081-8.
- Peloponnes : [mit Langenscheidt-Mini-Dolmetscher], München 1997, 1. Aufl., ISBN 3-493-62748-3.
- Gebrauchsanweisung für Griechenland. Piper, München 2016, ISBN 978-3-492-27656-6.